# Apače
Apače là một khu tự quản (tiếng Slovenia: občine, số ít – občina) trong vùng Pomurska của Slovenia. Apače có diện tích 53.5 km2, dân số là theo điều tra ngày 31 tháng 3 năm 2002 là 3715 người. Thủ phủ khu tự quản Apače đóng tại Apace.